# Palicourea anisoloba
Palicourea anisoloba là một loài thực vật có hoa trong họ Thiến thảo. Loài này được (Müll.Arg.) Boom & M.T.Campos mô tả khoa học đầu tiên năm 1991.